# دره آکسو
دره آکسو یک ژرف‌دره در رود آکسو در قزاقستان است. این تنگه ۱۵ کیلومتر طول دارد و ژرفای آن ۵۰۰ متر است. این دره در جنوب قزاقستان در استان ترکستان و در شمال‌غربی رشته‌کوه تین شان واقع شده‌است. دره آکسو یکی از بزرگ‌ترین دره‌ها در آسیای مرکزی در کنار دره شارین است. ذخیره‌گاه طبیعی آکسو-ژاباگلی، با وجود نسبتا کوچک بودن ناحیه‌اش، یکی از قدیمی‌ترین دخیره‌گاه‌های طبیعی در اتحاد جماهیر شوروی سوسیالیستی پیشین است که همچنین به عنوان یک میراث جهانی یونسکو نیز ثبت شده‌است.